# Sally Rooney
Sally Rooney (n. 20 februarie 1991, Castlebar⁠(d), Connacht⁠(d), Irlanda) este o scriitoare și scenaristă irlandeză care locuiește la Dublin. Opera sa de debut, Conversations with Friends, a fost publicată în 2017. A fost urmată, în 2018, de al doilea ei roman, Normal People (Oameni normali), care a fost adaptat într-un serial TV în anul 2020.  

## Biografie
Rooney s-a născut în 1991 și a crescut la Castlebar, în districtul Mayo. Are un frate mai mare și o soră mai mică. Mama ei este directoarea unui centru cultural, în timp ce tatăl ei a lucrat la compania de telefonie a statului Telecom Éireann și s-a pensionat anticipat când aceasta s-a privatizat. 
În 2009, Rooney a început să studieze limba engleză la Trinity College Dublin. Cererea ei de a studia și sociologia a fost respinsă. După ce a luat diploma de licență, a început un master în științe politice, la care a renunțat. În schimb, a absolvit o teză despre Capitain America și politica americană post-9/11 în literatura americană.

## Opera
Rooney a scris primul ei roman la vârsta de 15 ani, pe care l-a descris ulterior drept „gunoi absolut”. 
În 2013 a participat la Campionatul European de Dezbateri al Universităților din Manchester. De atunci, ea a publicat mai multe romane. 

### Conversations with Friends
Rooney a scris romanul în timpul masteratului său în literatura americană. După ce agentul literar Tracy Bohan a aflat despre ea prin intermediul unui eseu pe care l-a publicat, șapte edituri au licitat pentru drepturile de autor. Compania britanică Faber & Faber a publicat romanul Conversations with Friends în iunie 2017, care a fost tradus în peste zece limbi. 
Conversations with Friends a fost nominalizat pentru premiul internațional Dylan Thomas al Swansea University din 2018 și Premiul Folio 2018. Cartea a fost pe lista lungă a Man Booker Prize și pe lista scurtă a International DUBLIN Literary Award.

### Normal People
Al doilea roman al lui Rooney, Normal People, a fost publicat de Faber & Faber în 2018. A ieșit dintr-o explorare în profunzime a istoriei a două personaje din povestirea ei, At the Clinic. 
În 2018, lucrarea a primit Costa BooK Award la categoria „Roman” și a fost „Cartea anului” (în ficțiune) la Irish Book Awards și „ Waterstones Book of the Year”. În 2019, Normal People a primit premiul Encore pentru „Cel mai bun al doilea roman”.
Un serial de televiziune din 12 părți bazat pe acest roman a fost pregătit ca o coproducție de către BBC3 și portalul video online american Hulu, iar premiera a avut loc pe 26 aprilie 2019 pe BBC3 și pe 29 Aprilie 2020 în SUA, pe Hulu.

### Alte lucrări
În martie 2017, povestirea scurtă, Mr Salary, a fost nominalizată pentru Sunday Times EFG Rivate Bank Award.  

## Opere (selecție)
- Conversations with Friends. Roman. Faber și Faber, Londra 2017, ISBN 978-0-571-33312-7
- Normal People. Roman. Faber și Faber, Londra 2018, ISBN 978-0-571-33464-3 .
- Beautiful World, Where Are You  roman, 2021

## Opere traduse în limba română
- Conversații cu prietenii. Roman. Curtea Veche, Londra 2019, ISBN 978-606-44-0160-1
- Oameni normali. Roman. Curtea Veche, Londra 2019, ISBN 978-606-44-0316-2